# Braquícers
Els braquícers (Brachycera, gr. brachýs, "curt" i kéras, "banya", "antena") són un dels subordres clàssics de dípters. Les espècies pertanyents a aquest tàxon reben sovint el nom genèric de mosca, però alguns reben noms particulars, com els tàvecs (Tabanidae). La seva característica més destacable és la reducció de la segmentació de les antenes.
El subordre dels braquícers sembla clarament monofilètic, a diferència de l'altre subordre en què es subdivideixen els dípters, el nematòcers que és parafilètic.

## Característiques
Tenen les antenes reduïdes, amb vuit o menys segments o flagelòmers. No s'observa premandíbula en la superfície inferior del labre. Els palps maxil·lars amb només dos segments o menys. Les ales mostren una configuració particular de les venes CuA2 i A1. Els mascles mostren els genitals amb l'epandri i l'hipandri separats. La larva presenta la part posterior del cap o càpsula cefàlica estesa cap al protòrax. Les mandíbules de la larva estan compostes per dos elements.

## Taxonomia
La filogènia i la taxonomia dels braquícers (i els dípters en general) és motiu de controvèrsia i no està encara resolta. Dos són els mètodes de classificació dels braquícers.

### Classificació basada en infraordres
La tendència a les darreres dècades ha estat l'ús d'un taxonomia basada en 5 infrarodres, de vegades 6, Vermileonmorpha que contindria només la família Vermileonidae:
- Infraordre Asilomorpha
- Infraordre Muscomorpha
- Infraordre Stratiomyomorpha
- Infraordre Tabanomorpha (incloent-hi Vermileonidae)
- Infraordre Xylophagomorpha

### Classificació basada en la dicotomia Orthorrhapha - Cyclorrhapha
La clàssica ordenació dels braquícers en ortorrafs i ciclorrafs semblava completament oblidada, fins que Pape et al. (2011) la van reutilitzar, amb certes variacions, en la seva classificació dels dípters:
- Clade ORTHORRHAPHA Brauer, 1863 (podria ser parafilètic)
  - Superfamília Asiloidea Latreille, 1802
  - Superfamília Rhagionoidea Latreille, 1802
  - Superfamília Stratiomyoidea Latreille, 1802
  - Superfamília Tabanoidea Latreille, 1802
  - Superfamília Xylophagoidea Fallén, 1810
  - Clade EREMONEURA Lameere, 1906
    - Superfamília Empidoidea Latreille, 1804
    - Superfamília Apystomyioidea Nagatomi & Liu, 1994

  - Clade CYCLORRHAPHA Brauer, 1863
    - Infraordre ASCHIZA Becher, 1882 (parafilètic)
      - Superfamília Phoroidea Curtis, 1833
      - Superfamília Syrphoidea Latreille, 1802

    - Infraordre SCHIZOPHORA Becher, 1882
    - Clade Archischiza Enderlein, 1936
    - Clade Muscaria Enderlein, 1936
      - Parvorder ACALYPTRATAE Macquart, 1835 (parafilètic)
        - Superfamília Carnoidea Newman, 1834 (pot ser parafilètic)
        - Superfamília Ephydroidea Zetterstedt, 1837
        - Superfamília Lauxanioidea Macquart, 1835
        - Superfamília Nerioidea Westwood, 1840
        - Superfamília Opomyzoidea Fallén, 1820 (pot ser parafilètic)
        - Superfamília Sciomyzoidea Fallén, 1820
        - Superfamília Sphaeroceroidea Macquart, 1835 (pot ser parafilètic)
        - Superfamília Tanypezoidea Róndani, 1856
        - Superfamília Tephritoidea Newman, 1834

      - Parvorder CALYPTRATAE Robineau-Desvoidy, 1830
        - Superfamília Hippoboscoidea Samouelle, 1819
        - Superfamília Muscoidea Latreille, 1802 (parafilètic)
        - Superfamília Oestroidea Leach, 1815

## Galeria

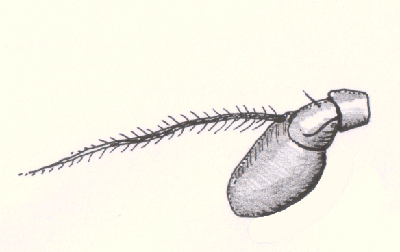
Antena reduïda de braquícer.
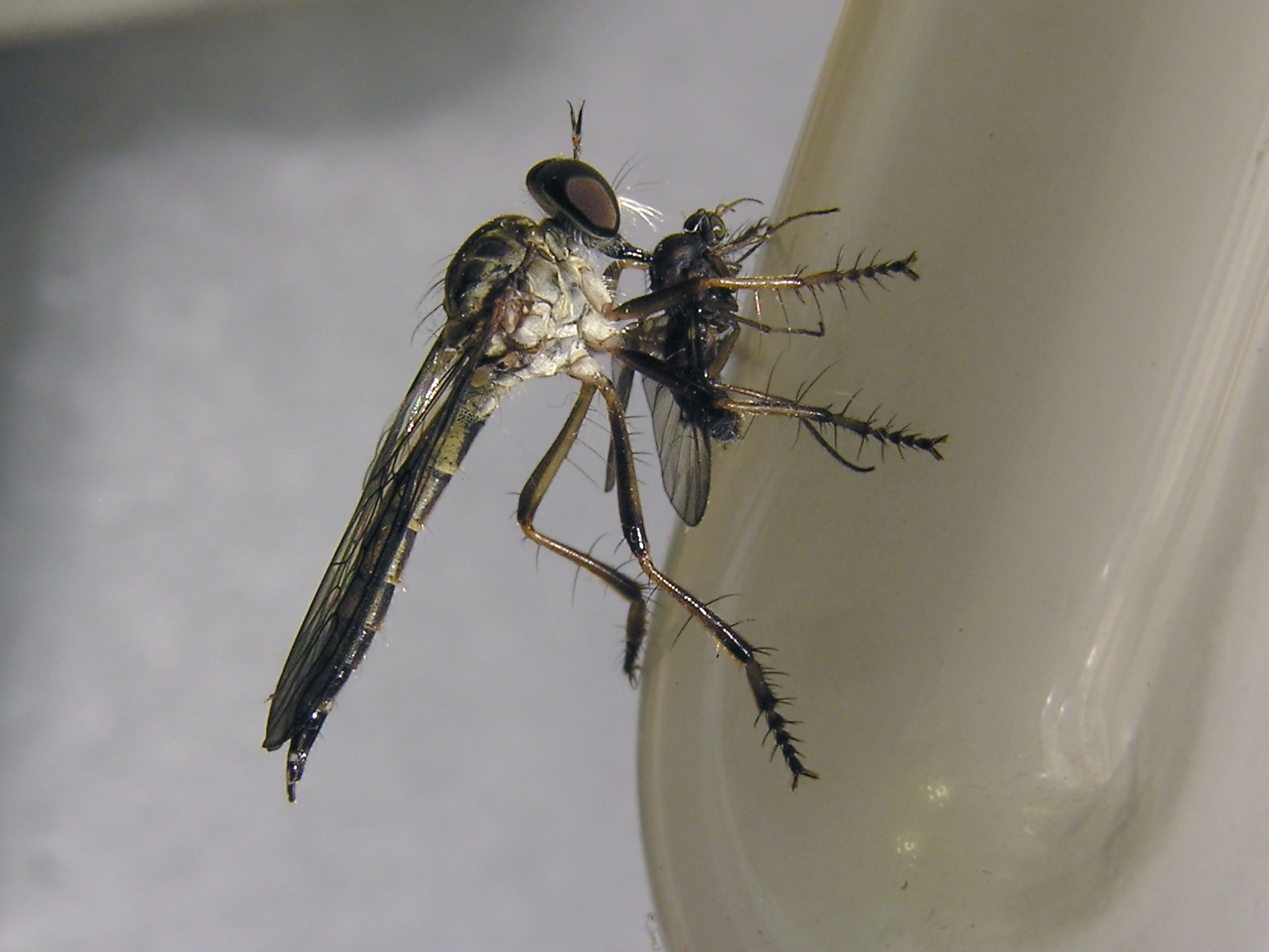
Infraordre Asilomorpha, família Asilidae, Exaireta spinigera
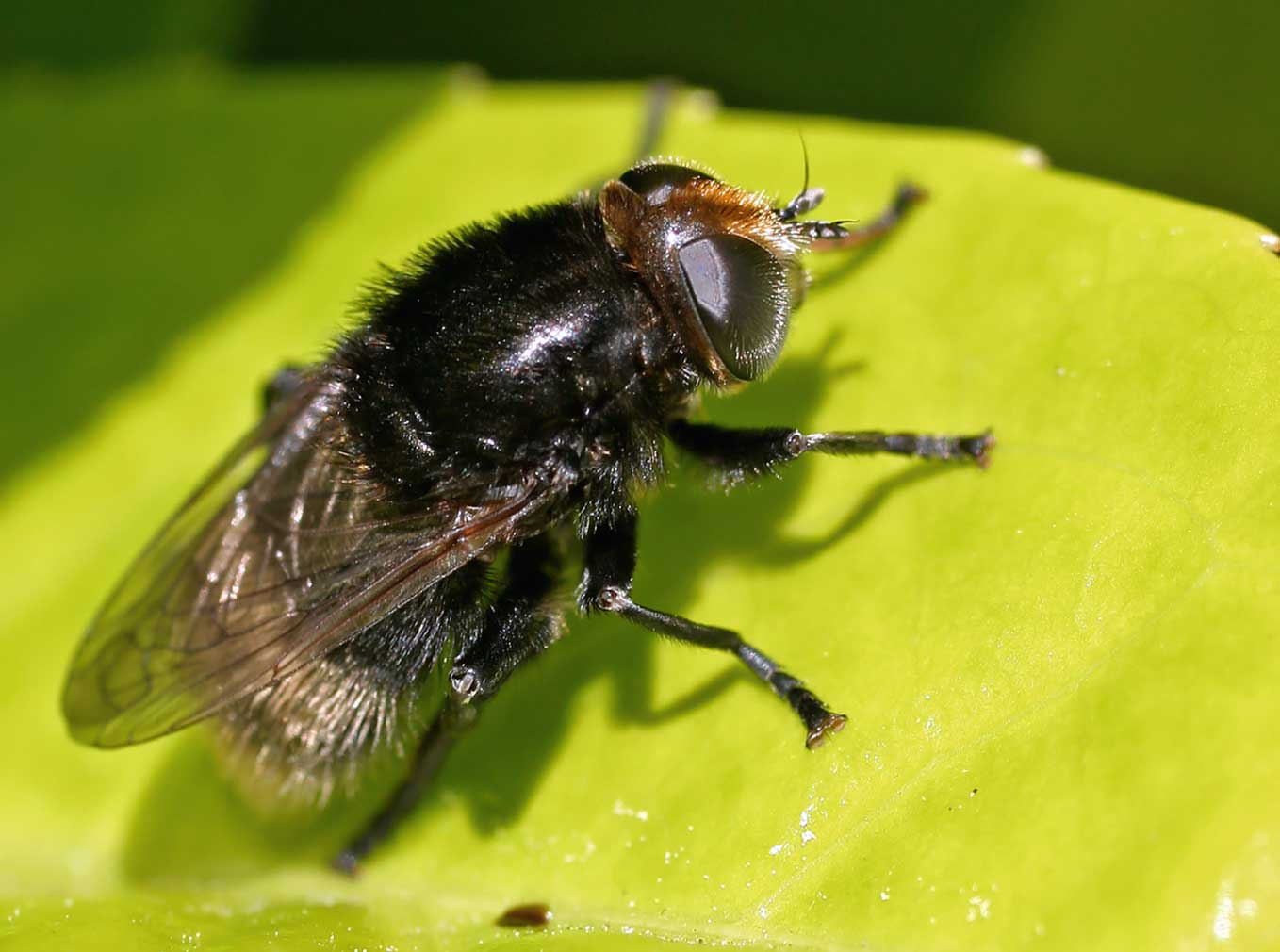
Infraordre Muscomorpha, família Syrphidae, Merodon equestris
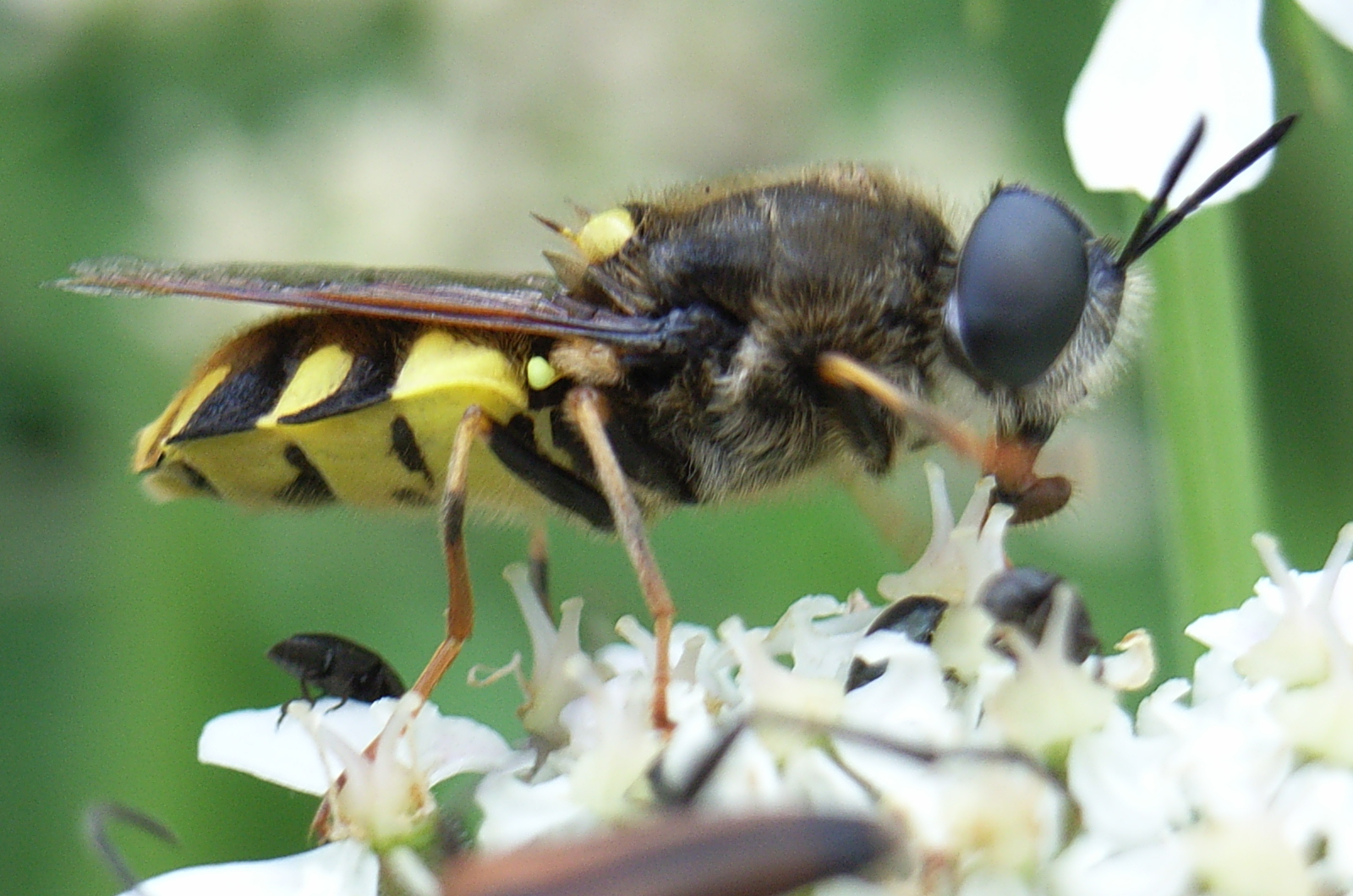
Infraordre Stratiomyomorpha, família Stratiomyidae Stratiomys chamaeleon
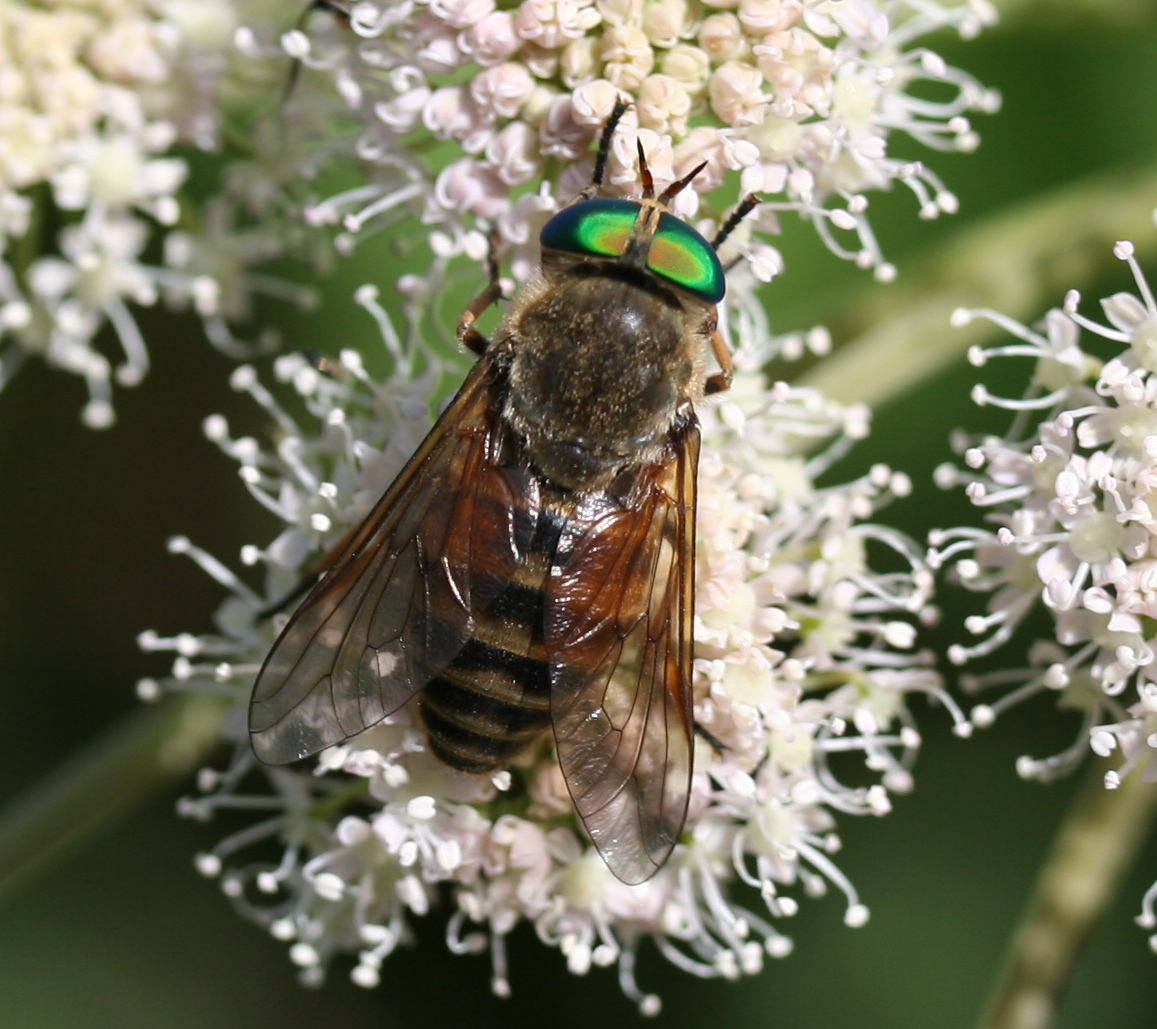
Infraordre Tabanomorpha, família Tabanidae